# Hilary Duff: All Access Pass
All Access Pass је први ДВД америчке певачице Хилари Даф. Једночасовни ДВД садржи:
- Спотове песама , ,
- Снимање спотова за песме  и
- Снимање албума
- Уживо извођење песама у
- Фото галерију, биографију